# Чайка, Андрей Иванович
Андрей Иванович Чайка (4 сентября 1969) — советский и украинский футболист, полузащитник.
Воспитанник запорожского «Металлурга». Начал карьеру в черкасском «Днепре», в 1987 году провёл пять матчей, забил один гол в первенстве Украинской ССР, в 1988—1989 годах во второй лиге сыграл 40 матчей, забил один гол. 1991 год провёл в чемпионате Белорусской ССР в составе «Шахтёра» Солигорск, в 1992—1993 годах сыграл за клуб 45 матчей, забил один гол в чемпионате Белоруссии. В начале сезона 1993/94 сыграл пять матчей в чемпионате Украины за «Металлург» Запорожье, потом провёл один матч во второй лиге по одним данным за «Медиту» Донецк, по другим — за «Металлург» Константиновка. Далее был в составе клуба «Хемлон» Гуменне из чемпионата Словакии. В сезоне 1994/95 провёл девять матчей в чемпионате Молдавии за «Олимпию» Бельцы.